# ناودان

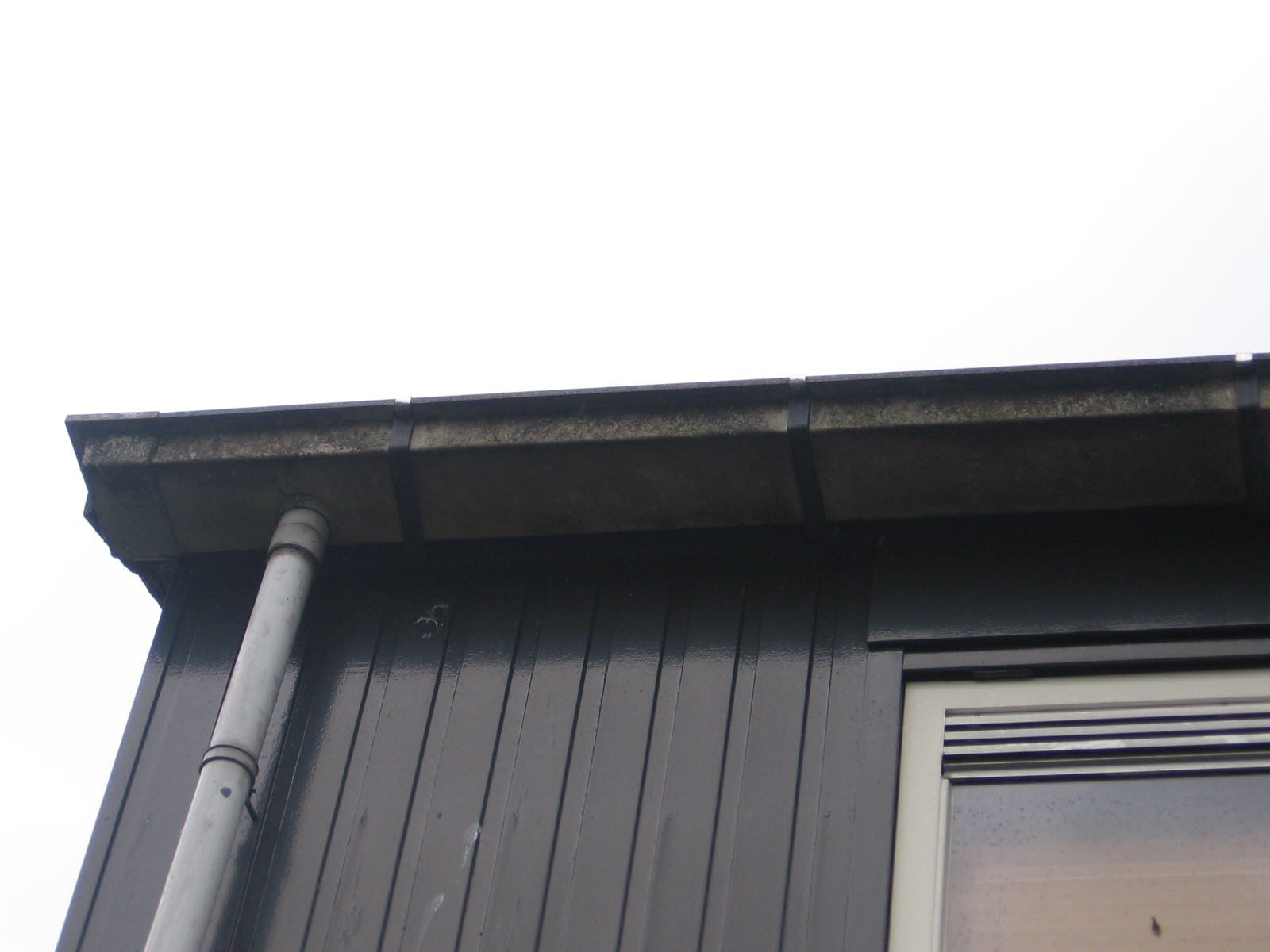
ناودان

ناودان به نام‌های دیگر چون نودون، ناویدان، نوین، نونیا (درزبان کردی) , راه آب، آبرو و میزاب خوانده می‌شود.
ناودان از دو کلمه «ناو» به معنای هر چیز دراز و میان تهی که یک طرف آن باز باشد و «دان» به معنی جای، ظرف یا مکان تشکیل شده‌است.
از نظر عملکردی ناودان محل عبور آب است که به وسیله آن انتقال و هدایت آب از پشت بام به سطح زمین (گذر یا حیاط) صورت می‌گیرد.
آب برف و باران پس از جمع شدن به صورت نقطه‌ای یا خطی به خارج انتقال می‌یابد و هرچه بنا با مواد و مصالح آسیب پذیرتری ساخته شود، حساسیت و اهمیت ناودان در آن افزایش پیدا می‌کند. از آن جا که بیشترین حجم آب حاصل از نزولات آسمانی از ناودان عبور می‌کند، ناودان آسیب پذیرترین بخش ساختمان است به ویژه در بناهای گلی؛ و تخریب ناودان در کمترین زمان این بناها را به توده‌ای از گل تبدیل می‌کند.
در گذشته به نحوه جمع‌آوری و هدایت آب خروجی از ناودان اهمیت می‌دادند چنان‌که در کیمیای سعادت آمده‌است: «هرکه را آبی از بام آید و راه گیرد بر وی واجب است که راه پاک کند.» و همچنین در آیین شهرداری آمده‌است: «گذاشتن آب باران و خلاب برف در راه- بی رفتن- منکر است، ولیکن شخص باید بدان مخصوص نباشد، مگر برفی که یک کس در راه انداخته باشد، یا آبی که از ناودانی معین در راه فراهم آید و پاک کردن آن علی‌الخصوص بر عهده صاحب آن باشد؛ و اگر آب باران باشد حسبتی عام بود و بر والی واجب شود که مردمان را تکلیف کند تا بدان قیام نمایند.» به همین دلیل در پاره یی از بناهای قدیمی آب جاری از ناودان را با شیب یا نهر کوچکی به چاه فاضلاب یا باغچه انتقال داده یا با هدایت آن به آب‌انبار، آب را جهت استفاده ذخیره می‌نمودند (مانند برخی از کاروانسراهای کویری).
در مناطق بارانی بخشی از بام با شیب از جداره بنا فاصله گرفته (این فاصله بستگی به مقدار میزان باد و نوع نماسازی و … دارد) و آب جمع شده روی بام را یکراست به بیرون هدایت می‌کند.

## اجزاء
به‌طور کلی ناودان از سه بخش ورودی، بدنه و قسمت انتهایی تشکیل می‌شود.

### ورودی (روزن)
ورودیخناودان، روزنی (سوراخی) در پایین‌ترین نقطه بام و معبری در درون رخبام است تا خروج نزولات آسمانی را از آن معبر میسر سازد.
روزن با حذف بخشی از جداره بنا برای ایجاد مسیر خروجی آب، به وجود می‌آید که ابعاد آن در بناهای آجری بر مبنای مدول آجر (ارتفاعی معادل ۲ الی ۴ ردیف ضخامت آجر، پهنای برابر نیم یا یک ضلع آجر و عمقی به اندازه عرض رخبام) می‌باشد و در بناهای با سنگ پاکتراش(۵)، این بخش ناودانی از درون سنگ تراشیده می‌شود و در بناهایی که از سنگ و ملات آهکی (شفته آهک) ساخته شده‌اند، این قسمت را تنبوشه (۶) به وجود می‌آورد.

#### انواع روزن
بخش روزن ناودان در بناهای مختلف به دو صورت سرباز با سر بسته تعبیه می‌گردد.

##### روزن‌های سرباز
روزن‌های سرباز به دو صوت کلی در بناها دیده می‌شوند.
الف) روزن با رخبام ترکیب می‌شود و به صورت فرم واحدی در می‌آیند.
ب) برای ایجاد روزن رخبام کلاً حذف می‌گردد.

##### روزن سر بسته
روزن‌های سربسته همواره در قسمت زیرین رخبام و به صورت بخشی مجزا از رخبام در جداره بنا مطرح می‌شود.
در روزن‌های سر بسته با ادامه جداره بر روی روزن، سرپوشی برای آن ایجاد نموده و سپس رخبام روی آن مستقر می‌شود. این سرپوش با قرار دادن یک آجر یا یک ردیف آجر بر روی روزن ساخته می‌شود. اگر طول یک آجر برای پوشاندن روزن کافی نباشد، با لاریز نمودن طرفین روزن، دهانه آن را تنگ نموده سپس با استقرار یک آجر با ابعاد بزرگتر یا یک ردیف آجر آن را پوشش می‌دهند. در صورتی که دهانه روزن بزرگتر از حد معمول باشد با استفاده از یک ردیف آجر که به صورت تاق آهنگ رومی اجرا می‌شود آن را مسقف می‌نمایند؛ مانند کاروانسرای میاندشت.

### بدنه
شکل و فرم ناودان مشخص‌کننده نوع ناودان است. بر این اساس می‌توان ناودان‌ها را به دو گروه اصلی که شامل ناودان‌های شیاری و ناودان‌های شره یی می‌باشد تقسیم نمود.

#### ناودان شیاری
ناودان‌های شیاری به دو صورت پنهان و آشکار در بناها دیده می‌شوند.

#### شیاری پنهان
ناودان‌های شیاری پنهان، از روی جرز فایل رویت نمی‌باشند. این ناودان‌ها به دو صورت کلی ساخته می‌شوند:
الف) در درون جرز خشتی با آجر و ملات گچ شبه صندوقه یی که طرفین (بالا و پایین) آن باز است، تعبیه می‌کنند.
ب) این نوع ناودان با استفاده از تنبوشه و به فرم‌های مختلف در درون جرز ساخته می‌شود.

#### شیاری آشکار
ناودان‌های شیاری آشکار بر اساس نحوه اجراء و فرم ظاهری دسته‌بندی می‌گردند
الف) ناقص
ناودان آشکار ناقص تنها تا ارتفاع خاصی از جداره بنا کار هدایت آب را انجام داده و پس از آن آب یکراست بر روی دیواره بنا جاری می‌شود تا به سطح زمین برسد.
ب) کامل
ناودان شیاری آشکار کامل هدایت آب را از بام تا پایین جداره بنا به صورت کامل انجام می‌دهد.
نحوه تعبیه این ناودان در برخی بناها با عقب‌نشینی پیمونی از آجر پخته به صورت رگی یا تیغه‌ای با ملات گچ یا با استفاده از سفال‌های خاص و در برخی بناهای آجری در شرایط ویژه یی ممکن است شیاری با مواد مقاوم تر، مانند سنگ پاک تراش، در بنا جاسازی شود.

#### فرم ظاهری ناودان‌های شیاری آشکار
ناودان‌های شیاری آشکار ازنظر شکل ظاهری به دو فرم باز و بسته دیده می‌شوند.
الف) باز: این دسته ناودان‌ها از عقب‌نشینی بخشی از دیوار در بدنه بنا به وجود می‌آیند و آب از ناودانی که یکراست روی جداره بنا قرار گرفته عبور می‌کند. در این حالت فرسایش ناشی از جاری شدن آب روی بدنه بالا است.
ب) بسته: در ناودان‌های شیاری بسته، برای جلوگیری از فرسایش بدنه بنا، نظم دادن به خروج آب و قابل تعویض بودن ناودان، اقدام به الحاق ناودان تخته‌ای به بنا کرده‌اند که بعدها ناودان‌های حلبی با تزئینات خاصی جایگزین آن‌ها شدند.

### ناودان شره یی
نوع دیگر ناوادان‌ها، ناودان شره یی است که بدنه ناودان به صورت زائده‌ای از جداره بنا خارج می‌شود.
سر ناودان شره‌ای به شکل‌های مختلفی دارای آبچکان است.

#### انواع ناودان‌های شره یی
ناودان‌های شره یی را می‌توان بر اساس جنس مصالح بکار رفته در آن دسته‌بندی کرد:
الف) ناودان شره یی سفالی، که نمونه‌های آن را می‌توان در ارگ بم و بانک شاهی یزد مشاهده کرد.
ب) ناودان شره یی تخته یی، مانند ناودان به کاررفته درامامزاده غلام رسول چابهار.
ج) ناودان شره یی نیم گرد، در این نوع ناودان گرده چوب را به دو نیمه تقسیم کرده، سپس با اره بخشی از آن را به صورت زاویه دار تخلیه می‌کنند و در بعضی موارد با ورقه فلزی می‌پوشانند. مانند ناودان‌های چهلستون اصفهان و برخی از خانه‌های روستایی.
د) ناودان شره یی سنگی، مانند شماری از ناودان‌های بکار رفته در کاروانسرای چاله سیاه.

#### معایب ناودان‌های شره یی
ناودان‌های شره یی دارای معایبی هستند، از جمله:
الف) ناودان شره یی جداری بنا را مرطوب می‌کند و وقتی که باران با باد توأم باشد، زنجیری به سر ناودان آویخته، باعث حرکت آب روی آن می‌شوند که این امر تا اندازه یی از شدت ریزش آب بر بدنه و زمین می‌کاهد.
ب) ناودان شره یی فرمی ناایستایی دارد به ویژه در مواقعی که با مصالح سبک (مانند چوب) اجراء می‌شود.
ج) ناودان شره یی باید در محلی نصب شود که معترض نداشته باشد؛ چنان‌که در آئین شهرداری آمده‌است: «شارع مشترک‌المنفعه است و کسی حق ندارد منفعت آن را به خود اختصاص دهد جز به قدر احتیاج و نیز جایز نیست نصب ناودان‌هایی که از دیوار بیرون آید و آب آن به کوچه‌های تنگ ریزد، زیرا سبب نجاست جامه‌ها و تنگی راه می‌شود که این کار بر عموم مردم ناشایست است و بر محتسب است که مردم را به رعایت این امور مکلف سازد.» با وجود معایب ناودان شره یی، در برخی شرایط خاص از این ناودان به جای ناودان شیاری استفاده می‌شود.

#### محاسن ناودان‌های شره یی
از جمله محاسن ناودان‌های شره یی این است که:
الف) در این نوع ناودان مشکل گرفتگی وجود ندارد.
ب) در مناطق پر باران با به کار بردن این نوع ناودان درسقف‌های شیب دار تند، آب باران یکراست روی زمین می‌ریزد.

## قسمت انتهایی
ریزش آب ناودان به سطح زمین باعث فرسایش کف زیرین ناودان و همچنین دیواره بنا می‌گردد. برای جلوگیری از این فرسایش و تخریب دیواره بنا تمهیداتی به عمل می‌آید که در زیر به‌شماری از این موارد اشاره شده‌است:
الف) قسمت انتهایی ناودان (محل ریزش آب به زمین) را به صورت پله یی می‌ساختند.
ب) از مواد و مصالح مقاوم مانند سنگ در قسمت زیرین ناودان استفاده می‌کردند.
ج) در ناودان‌های شره یی، لگنچه یی را زیر ناودان قرار می‌دادند.

## مصالح
علاوه بر میزان باد، بارندگی و سرما، مواد و مصالح بکارگرفته شده در ساختمان، و سلیقه و زیباشناسی نیز بر فرم و مواد و مصالح بکار رفته در ناودان مؤثر بوده‌اند و به لحاظ اهمیت ناودان در بنا همواره آن را از مواد و مصالح مقاومی مانند سنگ، آجر، فلز، سفال، چوب، یا با تلفیق مصالح مختلف و با اشکال گوناگون می‌ساختند.

## آب‌بندی مصالح
در آب‌بندی ناودان از مواد و مصالح مکمل سود می‌جسته‌اند تا مقاومت جداره ناودان را در برابر جذب رطوبت بالا برند؛ از آن جمله می‌توان به موارد زیر اشاره نمود:
الف) آجر سفال به کار گرفته شده در ناودان را به علت حساسیت آن، از مواد و مصالح مرغوب با پخت خوب انتخاب می‌کردند.
ب) در موقع پخت سفال بر روی آن نمک طعام می‌پاشیدند تا لعاب بی‌رنگی روی آن را بپوشاند.
ج) داخل تنبوشه‌ها را قبل از نصب باپیه مذاب روغن مالی می‌کردند تا دوام تنبوشه بیشتر شود.
د) نقاط اتصال تنبوشه‌ها را با قیر معدنی آب‌بندی می‌کردند و غالباً نیز بیرون این اتصال را با اندود گچ می‌پوشاندند.
ه) از خمیر آهکی برای اتصال تنبوشه‌ها به یکدیگر استفاده می‌کردند. خمیر آهکی بکار رفته با شرایط و مواد اولیه ویژه یی تهیه می‌شده‌است به این ترتیب که سنگ آهک را به حد متعادلی پخته و با کمی آب آن را خمیر کرده و برای دوام آهک در آبی که برای خمیر کردن آن به کار می‌بردند کمی سرکه اضافه کرده، سپس آهک کشته را با غربال ریز جدا می‌کردند و به آن روغن (ترجیحاً روغن زیتون) اضافه کرده و آن را در هاون می‌کوبیدند و پس از آماده شدن خمیر بلافاصله آن را بکار می‌بردند.
و) با چرب نمودن ملات و آجر از نفوذ آب در آن‌ها می‌کاستند.
ز) جداره داخلی ناودان را به پیه مذاب روغن مالی می‌کردند تا جذب آب را کاهش دهد.
ح) جداره داخلی ناودان را با قیر طبیعی (معدنی) اندود می‌کردند.
ط) از اندود ساروج در جداره داخلی ناودان استفاده می‌کردند.